# 채널A 주간 드라마
채널A 주간 드라마는 채널A에서 방송했던 드라마 프로그램이었다.

## 개요
미니 시리즈 드라마 형식으로 방송했다.

## 프로그램 리스트
- 아래 프로그램은 2002년 11월 이후 시청 가능 연령을 표시하는 드라마 프로그램 등급 제도를 의무적으로 시행하여 현재까지 이어지고 있습니다.
- 2017년 3월 1일부터 TV 프로그램 등급 표시 외에 주제, 폭력성, 선정성, 언어, 모방 위험 등 분류 사유 표시를 의무적으로 시행하고 있습니다.

### 화요 드라마

#### 2020년대

##### 2023년
- 《남과 여》 : 2023년 12월 26일 ~ 2024년 1월 16일 (전체 방송 기간 : 2023년 12월 26일 ~ 2024년 3월 15일)

### 금요 드라마

#### 2010년대

##### 2018년
- 《열두밤》 : 2018년 10월 12일 ~ 2018년 12월 28일

#### 2020년대

##### 2024년
- 《남과 여》 : 2024년 1월 26일 ~ 2024년 3월 15일 (전체 방송 기간 : 2023년 12월 26일 ~ 2024년 3월 15일)

## 경쟁 프로그램
- KBS 1TV 주간 드라마
- KBS 2TV 주간 드라마
- MBC 주간 드라마
- SBS 주간 드라마
- TV 조선 주간 드라마
- JTBC 주간 드라마
- tvN 주간 드라마
- ENA 주간 드라마